# Роскошные попугаи
Роскошные попугаи (лат. Polytelis) — род птиц из семейства Psittaculidae.

## Внешний вид
Стройные попугаи. Для этих видов попугаев характерен хвост, который намного длиннее крыла, а средние рулевые перья длиннее крайних и к концу сужаются. Клюв красный.

## Образ жизни
Населяют степи и саванны. Питаются семенами различных кустарников и трав. Очень хорошие летуны, ловко передвигаются.

## Распространение
Обитают в Австралии.

## Классификация
Международный союз орнитологов включает в род 3 вида:
- Роскошный попугай Александры (Polytelis alexandrae)
- Роскошный горный попугай (Polytelis anthopeplus)
- Роскошный баррабандов попугай (Polytelis swainsoni)